# Палмаріс
9°10′14″ пд. ш. 36°05′02″ зх. д. / 9.17055556° пд. ш. 36.08388889° зх. д.

Розташування сучасного штату Алагоас на карті Бразилії, де існувала держава Палмаріс.

Палма́ріс (порт. Palmares, також Quilombo dos Palmares) — держава чорношкірих рабів-утікачів у пальмових лісах (пальмарах) на північному сході Бразилії, на території сучасного штату Алагоас, у 1630–1697 роках. Виникла в результаті об'єднання кількох кіломбус — укріплених негритянських селищ. На чолі держави стояв вождь і рада старійшин. Населення Палмарісу вело боротьбу проти португальських і голландських колонізаторів, але було значною мірою винищено.